# أحمد السكاكر
أحمد السكاكر كابتن ومهاجم نادي التعاون

## مسيرته مع النادي
بدياته كانت من خلال براعم النادي في كرة الطائرة وذلك في عام 1404هـ ومن ثم ناشئين ثم شباب ثم الفريق الأول ومن خلاله وصل إلى منتخب المملكة بعد ذلك تم تحويلة لكرة القدم في عام 1412هـ فريق أول وكانت أول مباراة لعبها أمام الأنصار بالمدينة المنورة وسجل فيها هدفين وانتهت بالتعادل 2-2. ويعد من المهاجمين التاريخيين الذينا مثلوا فريق التعاون ويعد من ضمن أفضل خمس مهاجمين لعبوا في أندية القصيم من حيث الجماهيرية والاهداف حقق إنجازات كثيرة مع نادي التعاون كالصعود للدوري الممتاز وكأس الآمير فيصل في عام 1418 هـ تم طلب الاعب من نادي الاتحاد والأهلي والشباب وكان هناك الحاح شديد من نادي الاتحاد لكن لم ينتقل واستمر مع نادي التعاون حتى الاعتزال

## انجازاته الشخصية
هداف التعاون عام 1413 هـ _ هداف التعاون عام 1415هـ _ هداف التعاون عام 1417 هـ

## الاعتزال
اعتزل الاعب عام 1423 هـ رسمياً، بعد رحلة طويلة مع الاصابات، وكان عمره حينها 29 سنة.

## بعد الاعتزال
مثل الفريق كإداري لمدة 3 أعوام والآن ضمن اللجنة الفنية في نادي التعاون.